# 家有嬌妻
《家有嬌妻》（英語：It's a Long Way to Home）是香港電視廣播有限公司（無綫電視）拍攝製作的時裝愛情電視劇，全劇共20集，監製伍潤泉。由藍潔瑛、梁朝偉領銜主演。曾於1988年3月下午、1991年1月中午及1995年3月清晨在翡翠台重播。

## 女主角方面
監製選用當時仍為無綫新人藍潔瑛為此劇第一女主角，而無綫一姐鄭裕玲淪落成為第二女主角；此舉曾備受觀眾不滿。後來此劇播出後，藍潔瑛因憑出色的演技而成功跑出，除了榮登無綫一線花旦之位，演技更備受觀眾喜愛及讚賞。

## 演員表

### 主要演員
- 藍潔瑛 飾 潘靜文
- 鄭裕玲 飾 邵紀君
- 呂良偉 飾 任文立
- 梁朝偉 飾 尤家祺

### 其他演員
- 吳家麗
- 羅蘭
- 藍天
- 白茵
- 張英才
- 黃曼梨